# 胡进思
胡进思（851年—948年4月28日），一作胡思进，字克开，中国五代十国政权吴越国将领，在第三任国王忠献王钱弘佐年间当权。钱弘佐死后，胡进思与钱弘佐之弟和继承者忠逊王钱弘倧频繁冲突，乃至他害怕被钱弘倧所杀，在一场政变中废黜钱弘倧，代以王弟忠懿王钱弘俶（后名钱俶）。

## 背景
胡进思是湖州人，容貌雄伟，目光如电。四岁能读书，七岁知作文，十七岁举进士落第，毅然放弃学业，改学剑术，稍结交豪贤，智略、膂力都过人。曾屠牛为业。后为镇海军节度使、后为吴越国开国国王武肃王的晚唐军阀钱镠所部士兵。
天复二年（902年），钱镠被大军阀淮南节度使杨行密的宁国军节度使田頵攻打，军部杭州被其包围。杨行密不希望田頵势力过大，命田頵撤军，田頵要挟钱镠派一个儿子与他同归宁国军为质，且答应将一个女儿嫁给这位人质。钱镠子钱传瓘不顾局势看似凶险，愿意前往。胡进思和另一士兵戴恽作为钱传瓘的左右亲随一同前去，也和钱传瓘置于相同的危险之中。次年（903年），田頵反叛杨行密，被杀，钱传瓘回到钱镠领地；胡进思和戴恽显然也随他回归。胡进思曾为湖州刺史高澧裨将。
宝正七年（932年）钱镠死后，当时已改名钱元瓘的钱传瓘掌握吴越国，后也用钱镠使用过的吴越国王号，即文穆王。他记得胡进思昔日的忠诚，用其为大将，提拔为内牙右统军使、兵部尚书、左丞。

## 钱弘佐年间
天福六年（941年），钱元瓘逝，子钱弘佐继位。钱弘佐年少，胡进思以旧将自居，很受到尊敬礼待。上统军使阚璠排斥异己，钱弘佐不能制。七年（942年）十月，胡进思被任为内牙上右统军使。八年（943年）七月，内牙上都监使章德安、右都监使李文庆与阚璠不合，都被外放为刺史。胡进思讨好阚璠，此后二人愈发骄横。
后来阚、胡同盟显然破裂。先前钱塘富人程昭悦贿赂阚璠和钱弘佐亡妻杜夫人侄内都监使杜昭达，得以侍奉钱弘佐左右。阚璠为钱弘佐亲近程昭悦不平，程昭悦知道后拜访阚璠顿首谢罪，阚璠责让他很久，说：“我开始决定杀你，现在你既然悔过，我也释然了。”程昭悦害怕，秘密与胡进思合谋，让钱弘佐除授阚璠和胡进思各为家乡州刺史，即以阚璠为明州刺史，胡进思为湖州刺史。胡进思同意。阚璠起初想拒绝，胡进思说：“我们老兵得为大州刺史，是幸运了，为什么不就任呢！”阚璠于是受命，阚璠就任后，程昭悦又以别的理由留下胡进思。程昭悦又诬告阚璠、杜昭达图谋奉杜昭达姑母之子也是钱弘佐堂兄内外马步都统军使钱仁俊作乱，开运二年（945年）十一月，钱弘佐诛杀阚璠、杜昭达，幽禁钱仁俊。于是程昭悦整治阚、杜之党，凡权位与自己相当、自己所忌恨的，诛杀或流放百余人，国人害怕他，为之侧目。胡进思表现得重厚寡言，程昭悦以为他不是威胁，唯独留下他。十二月，胡进思以金马左厢都指挥使、湖州刺史遥领虔州昭信军节度使。开运三年（946年）二月，以检校太尉获授湖州刺史，以判官孙谔知州事。程昭悦后来也失去王宠，于天福十二年（947年）伏诛，被幽禁的钱仁俊也在当时被释放。没有证据显示胡进思在程昭悦之死中出力，或受到何种惩罚。

## 钱弘倧年间
当年，钱弘佐逝，弟弟钱弘倧继位。胡进思因迎立钱弘倧继位，继续有权，干预政事。钱弘倧却愤恨钱弘佐年间因其宽大造成武将太过有权的局面，企图抑制。
七月，控制福州地区归顺吴越的威武军节度使李达到吴越都城钱塘朝见新王。钱弘倧加他兼侍中，改其名李孺赟。李孺赟很快害怕钱弘倧要把他扣在钱塘不让他回福州，于是他用金笋二十株和各种宝物贿赂胡进思让他帮助自己回福州。胡进思为他请求，钱弘倧同意让李孺赟离开。不久，刚开始和屯军福州助他守城并监视他动作的吴越戍将鲍修让有冲突的李孺赟图谋杀鲍修让并以福州投降吴越邻国南唐。鲍修让意识到，攻杀李孺赟，灭其族。
胡进思继续弄权干预国政，引发钱弘倧不悦，钱弘倧想授他一州刺史，胡进思拒绝。从那时起，胡进思的建议常被当面驳回，以至于他在家设了一个忠献王灵位，披发痛哭。十一月，钱弘倧在碧波亭大阅水军，赏赐比以前加倍。胡进思认为赏赐太多了，上前坚持进谏，钱弘倧怒了，将笔投入水中，说：“吾的财产与士卒共享，怎能还有多少之限！吾难道贪恋这些吗，为何被责怪！”胡进思很害怕。十二月，有百姓被控私自杀牛（即未纳税），调查的官吏称其非法得到近千斤牛肉。钱弘倧问胡进思：“最大的牛重多少？”胡进思答：“不过三百斤。”钱弘倧说：“那么就是官吏妄言。”命治官吏之罪。胡进思拜贺其明断，钱弘倧说：“公为何能详细知道这个？”胡进思结结巴巴地回答：“臣以前未从军的时候，曾做这事。”胡进思认为钱弘倧已经知道自己以前的职业了，仅仅是意在当众羞辱他，因当时屠夫不被认为是荣耀的职业。从此对国王愈发又恨又怒，国王又为李孺赟之叛指责他。
当月，钱弘倧与内牙指挥使何承训、内都监使水丘昭券图谋驱逐胡进思。水丘昭券认为胡进思党羽很多，难以控制，不如暂且容下他，钱弘倧因此犹豫。何承训担心事泄，反而告知胡进思。胡进思秘密与亲军图谋除去钱弘倧。有画工献《钟馗击鬼图》给钱弘倧，钱弘倧在图上题诗，胡进思看了知道钱弘倧要杀自己了。次夜，钱弘倧夜宴将吏，胡进思怀疑他在图谋自己，与指挥使诸温、钭滔等率亲兵百人（《旧五代史》作三百人）穿戎装执兵器进入天策堂见钱弘倧，说：“老奴无罪，王为什么图谋我？”钱弘倧叱之，不退下，左右持兵器者都愤怒。钱弘倧惊愕，无暇说话，趋步跑入义和院，左右与胡进思格斗，都被胡进思所杀。胡进思锁义和院门软禁钱弘倧，矫称王命告知内外：“猝然中风，传位于同参相府事钱弘俶。”钱弘俶即钱弘倧弟，时任温州刺史。胡进思于是率诸大校、军民去钱弘俶家迎立，并召丞相元德昭。元德昭到了却立在帘外不下拜，说：“等见了新君再说。”胡进思赶紧出来揭起帘子，元德昭才下拜。胡进思称钱弘倧之命，承制授钱弘俶镇海、镇东节度使、兼侍中。胡进思请求杀钱弘倧，钱弘俶哭着说只有保全钱弘倧，他才敢继位，否则宁可让贤。胡进思羞惭退下并答应了，乾祐元年（948年）正月，钱弘俶继位。
当时钱弘俶镇台州，僧人德韶对他说：“他日为覇主，无忘佛恩。”又说：“此地不是君的治所，当速归国城，否则不利了！”钱弘俶急忙回到治所，果然遭遇胡进思之变。

## 钱弘俶年间
政变后，胡进思杀了水丘昭券和钱弘倧舅父进侍鄜光铉。其妻听闻水丘昭券死了，哭着说：“杀其他人还是可以的，水丘昭券是君子，为什么害他！”二月，何承训秘密建议钱弘俶诛杀胡进思及其党羽。但钱弘俶厌恶他反复，又担心事泄，反而擒斩何承训。先前正月，他将哥哥废王钱弘倧迁到祖父钱镠在衣锦军的旧宅，实际置于软禁下，派匡武都头薛温率亲兵守卫，他也担心胡进思要害钱弘倧，秘密告诫薛温：“若有非常的处分（即杀钱弘倧），不会是吾的意思，你当以死拒之。”
二月，胡进思屡次请求杀钱弘倧以绝后患，钱弘俶不许。胡进思诈称王命，密令薛温杀钱弘倧。薛温说：“仆受命之日，没听闻这样的命令，不敢妄动。”胡进思于是趁夜派其党羽方安等二人持兵刃跳墙进入钱弘倧处，钱弘倧关门拒之，大呼求救；薛温闻之，率兵入内，在庭院中击毙方安等，报告钱弘俶，钱弘俶大惊：“保全吾兄，是你的功劳啊。”钱弘俶害怕忌惮胡进思，表面上还是诚恳待他。胡进思心中愈发忧惧，三月，背上生疽而死。钱弘倧因而得以保全。吴越人为胡进思之死而大快，以为是阴灵诛杀叛逆者。二年（949年）五月，胡进思党羽内牙指挥使钭滔因罪被黜于处州。

## 家族
胡进思出身奉化胡氏，按龚茂良《湖州灵昌庙记》，胡进思妻杜氏，长子工部尚书胡璟，次子胡庆。胡璟娶钱镠弟钱镖女。

## 评价
- 《十国春秋》
  - 其弄权反复，盖天性然也。
  - 论曰：胡进思挟兵废主，为罪之魁，获逭天诛（逃避了上天的诛杀），卒死于牖下（最终寿终正寝），幸矣！